# Steve Sullivan
Stephen "Steve" Sullivan (East Orange, Nueva Jersey, 1944) fue un jugador de baloncesto estadounidense que disputó 2 temporadas en la Liga Española. Con 2,03 metros de altura, lo hacía en la posición de alero.

## Trayectoria deportiva

### Universidad
Jugó durante cuatro temporadas con los Hoyas de la Universidad de Georgetown, en las que promedió 14,2 puntos y 9,3 rebotes por partido. Lideró al equipo en sus dos últimas temporadas en puntos y en rebotes, uno de los siete únicos jugadores de Georgetown que han sido capaces de liedrar ambos apartados dos temporadas consecutivas, siendo cuando se graduó el séptimo mejor anotador de la historia de los Hoyas y el segundo mejor reboteador.

### Selección nacional
En 1967 fue convocado con la selección de baloncesto de Estados Unidos para disputar los Juegos Panamericanos de Winipeg, donde consiguieron la medalla de oro. Sullivan promedió 1,4 puntos por partido.

### Profesional
Fue elegido en la decimocuarta posición del Draft de la NBA de 1967 por Detroit Pistons, y previamente por los Pittsburgh Pipers en el draft de la ABA. Decidió no ir a los Pipers tras conocer la inestabilidad de la liga del balón tricolor, y el fichaje por parte del equipo de Connie Hawkins, que actuaba en su misma posición. Esperó al draft de la NBA que se celebró un mes después, pero deafortunadamente para él fue elegido por los Pistons, que en primera ronda tuvieron acceso a la primera y la cuarta elección, decidiendo fichar a Sonny Dove, que actuaba en la misma posición que Sullivan.
Tras verse sin equipo, se decidió por ir a jugar a la Liga Española, al Kas, en aquel año en la ciudad de Vitoria. Al año siguiente el equipo se trasladó a Bilbao, y Sullivan continuó siendo uno de los jugadores más destacados del equipo.